# Дуомон-Во
Дуомон-Во (фр. Douaumont-Vaux) — муніципалітет у Франції, у регіоні Гранд-Ест, департамент Мез. Дуомон-Во утворено 1 січня 2019 року шляхом злиття муніципалітетів Дуомон i Во-деван-Дамлу. Адміністративним центром муніципалітету є Во-деван-Дамлу. Населення — 79 осіб (01.01.2021).